# Jorge Valín
Jorge Valín Sánchez (La Coruña, Galicia, 7 de enero de 2000) es un futbolista español. Juega como defensa y su equipo es el C. D. Numancia de la Primera Federación.

## Trayectoria
Nacido en la ciudad coruñesa, se unió al Cadete "B" del Deportivo de La Coruña procedente del Victoria C. F. Debutó con el filial el 8 de octubre de 2017, jugando toda la segunda parte de un encuentro contra el Real Valladolid C. F. "B" de la Segunda División B.
Después de convertirse un jugador habitual en el filial, Jorge renovó su contrato el 31 de mayo de 2019 por 2 temporadas. Debutó con el primer equipo el 13 de octubre de ese mismo año, jugando el partido entero en una derrota fuera de casa contra la U. D. Las Palmas por 3 a 0.
El 3 de enero de 2022 se oficializó su cesión hasta final de temporada a la U. E. Cornellà. Tras la misma abandonó la entidad coruñesa.
El 12 de julio de 2022 firmó por el C. D. Numancia por una campaña más otra opcional.

## Clubes
| Club                         | País   | Año       |
| ---------------------------- | ------ | --------- |
| R. C. Deportivo Fabril       | España | 2019-2020 |
| R. C. Deportivo de La Coruña | España | 2020-2022 |
| U. E. Cornellà               | España | 2022      |
| C. D. Numancia               | España | 2022-act. |